# Xiaolan
Xiaolan (kinesiska: 小榄) är en köping i sydöstra Kina. Den ligger i staden Zhongshan i provinsen Guangdong, omkring 51 kilometer söder om provinshuvudstaden Guangzhou. Xiaolan fick sin nuvarande omfattning den 19 juli 2021 då dåvarande Xiaolan köping slogs samman med Dongsheng köping. De båda köpingarna hade vid folkräkningen 2020 totalt 433 796 invånare.